# Eudissoctena atlanticella
Eudissoctena atlanticella är en fjärilsart som beskrevs av Pierre Chrétien 1922. Eudissoctena atlanticella ingår i släktet Eudissoctena och familjen säckspinnare. Inga underarter finns listade i Catalogue of Life.